# Ultra-Trail du Mont-Blanc

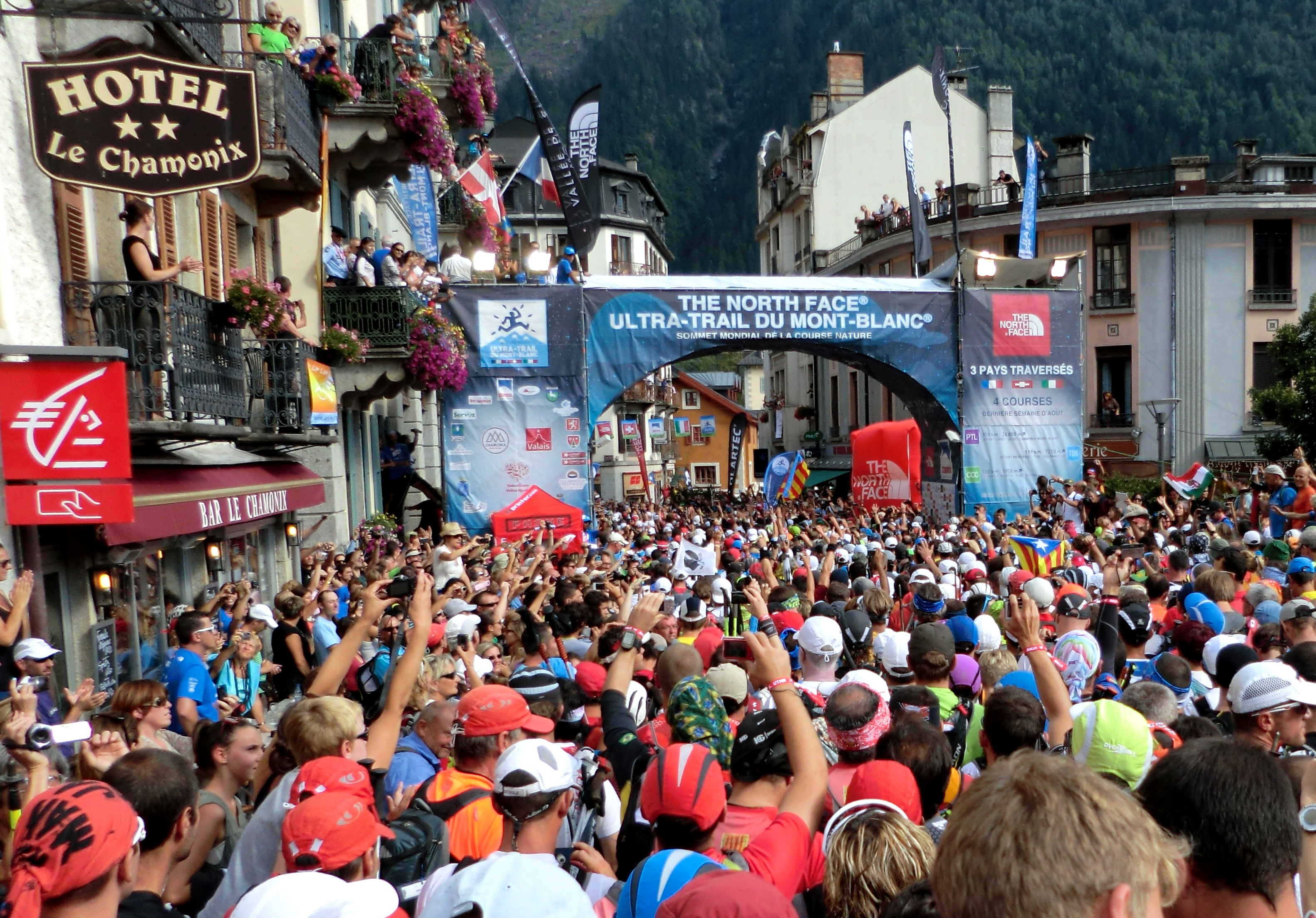
Start in Chamonix-Mont-Blanc 2013

Der Ultra-Trail du Mont-Blanc (abgekürzt UTMB) ist ein Ultramarathon, der auf Trails von Chamonix aus entgegen dem Uhrzeigersinn rund um die Mont-Blanc-Gruppe führt.
Erstmals 2003 ausgetragen und von den Trailers du Mont Blanc organisiert, zählt er mit einer Streckenlänge von ca. 170 km und 10.000 zu überwindenden Steigungsmetern mit einem Zeitlimit von 46,5 Stunden zu den anspruchsvollsten Bergmarathons weltweit. Seit 2006 wird unter dem Dach des UTMB zusätzlich der CCC über 101 km, seit 2009 der TDS über 145 km und seit 2014 der OCC mit 56 km auf Teilstrecken des UTMB ausgetragen. Daneben gibt es weitere Wettbewerbe, die innerhalb der UTMB-Woche ausgetragen werden.
Beim OCC (50 km), CCC (100 km) und UTMB (100 Meilen) werden die Titel der UTMB World Series Finals vergeben.
Für die Bewerber gilt „teilweise Autonomie“, d. h. die Läufer müssen eine Pflichtausrüstung mit sich führen und erhalten Unterstützung nur an offiziellen Labstellen.

## Strecken

### UTMB

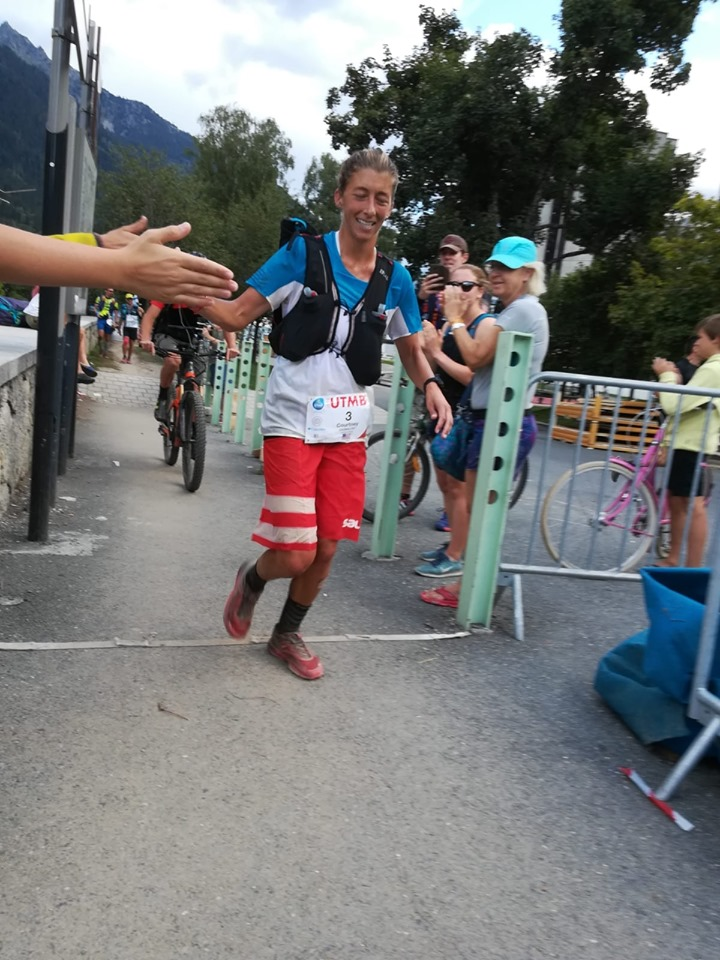
Courtney Dauwalter, UTMB 2019

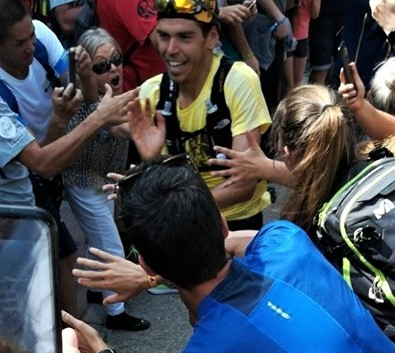
Pau Capell, UTMB 2019

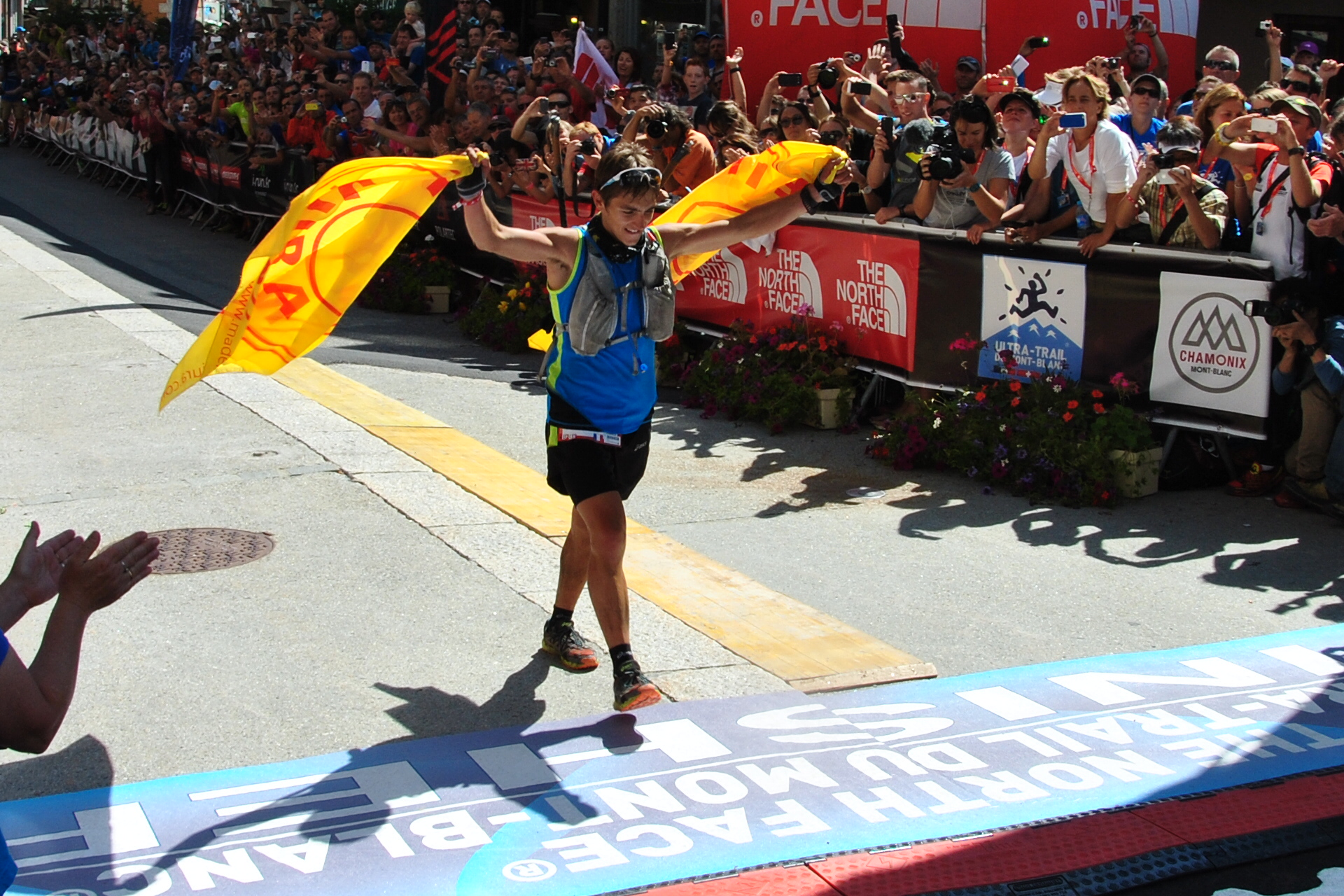
Xavier Thévenard, UTMB 2013

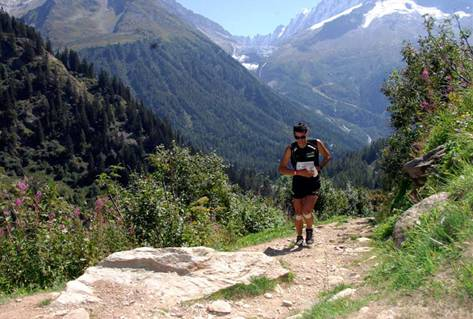
Kílian Jornet Burgada, UTMB 2008

Ultra-Trail du Mont-Blanc: 170 km, 10.000 Höhenmeter, seit 2003
Der UTMB folgt im Wesentlichen dem Fernwanderweg Tour du Mont-Blanc. Von Chamonix führt die Strecke über Les Houches und dem ersten Anstieg Le Delevret nach Saint-Gervais-les-Bains. Hinter Les Contamines-Montjoie geht es erstmals in den hochalpinen Bereich, mit der Croix du Bonhomme (2479 m) als höchsten Punkt. Nach einem Abstieg zum Weiler Les Chapieux erreicht man über den Col de la Seigne (2516 m) italienisches Gebiet. Oberhalb des Val Veny gelangt man zur Arête Mont Favre (2435 m) und steigt über den Col Chécrouit nach Courmayeur ab, das man nach 80 km erreicht. Über den Grand Col Ferret (2537 m) gelangt man ins Schweizer Val Ferret. Hinter Champex-Lac, das nach 125 km erreicht wird, sind noch drei große Anstiege zu bewältigen: zum Weiler Bovine (1987 m) und auf den Catogne (2011 m) auf Schweizer und auf die Tête aux Vents (2130 m) auf französischem Territorium. Zeitlimit: 46,5 h.

### CCC
Courmayeur-Champex-Chamonix: 100 km, 6.100 Höhenmeter, seit 2006
Der Courmayeur – Champex – Chamonix folgt der Strecke des UTMB von Courmayeur aus. Zeitlimit: 26,5 h.

### PTL
Petite Trotte à Léon: 300 km, 25.000 Höhenmeter, seit 2008
Der La Petite Trotte à Léon (ironisch im Volksmund: Leons kleines Trippeln / kleine Tour) wurde für Zweier- und Dreier-Teams geschaffen, er hat keinen Wettkampfcharakter. Die Mannschaften müssen die Strecke selbständig und gemeinsam absolvieren. Zeitlimit: 151 h.

### TDS
Sur les Traces des Ducs de Savoie: 145 km, 9.200 Höhenmeter, seit 2009
Der TDS führt südlich des Mont-Blancs von Courmayeur über Bourg-Saint-Maurice nach Chamonix. Dabei werden Teile des Aostatales, der Savoie und der Region Beaufortain durchlaufen. Die Strecke gilt als sehr schön, aber auch anspruchsvoller und technischer als der UTMB. Zeitlimit: 44:10 h.

### OCC
Orsières – Champex – Chamonix: 50 km, 3.500 Höhenmeter, seit 2014
Der OCC führt von Orsières über Champex-Lac nach Chamonix. Zeitlimit: 14,5 h.

### YCC
Youth Chamonix Courmayeur: 14 km, 1.100 Höhenmeter, seit 2016
Der YCC ist ein Rennen für den Trail-Nachwuchs. Zeitlimit: 4 h.

### MCC
De Martigny-Combe à Chamonix: 40 km, 2.300 Höhenmeter, seit 2018
Der MCC führt von Martigny-Combe nach Chamonix und richtet sich an die UTMB Volunteers, Partner und Einheimischen. Zeitlimit: 10 h.

### ETC
Experience Trail Courmayeur: 15 km, 1.200 Höhenmeter, seit 2022
Der ETC weist neben dem YCC die kürzeste Distanz auf. Zeitlimit: 4,5 h.

## Geschichte
Bei der Erstaustragung betrug die Gesamtstrecke 150 km. Zwei weitere Wettbewerbe fanden über 110 km (auf dem Teilstück bis Champex-Lac) und über 67 km (auf dem Teilstück bis Courmayeur) statt. Über 110 km siegten der Brite Mark Hartell (15:03:05 h) und die Französin Irina Malejonock (16:59:51 h), über 67 km die Franzosen Dominique Bergar (8:13:34 h) und Corinne Favre (9:21:57 h). Es waren Läufer aus 19 Nationen am Start.
Obwohl für eine UTMB-Teilnahme eine vorgeschriebene Zahl von Punkten aus absolvierten Ultra-Bergläufen erforderlich ist, überstieg 2006 die Zahl der Interessenten die 2.300 verfügbaren Startplätze deutlich, so dass ein Losverfahren eingeführt und mit dem CCC ein zweites Rennen implementiert wurde. 2009 folgten die Bewerbe TDS und 2014 der OCC. Im Lauf der Jahre haben sich bei allen UTMB-Bewerben die erforderlichen Start-Qualifikationen erhöht und die Laufstrecken verlängert.
Wegen eines Schlechtwettereinbruchs musste 2010 der UTMB nach drei Stunden ganz und der CCC für Läufer des hinteren Feldes abgebrochen werden. Als Ersatz für den UTMB wurde anderntags ein verkürztes Rennen auf dem Kurs des CCC, Startpunkt Courmayeur, angeboten. Der TDS wurde ganz abgesagt. Schneefall führte 2012 zu einer Verkürzung der Laufstrecke des UTMBs.
2014 wurde der UTMB in die erstmals veranstaltete Ultra-Trail World Tour aufgenommen und der Wettbewerb OCC über ca. 56 km und 3.460 Hm zusätzlich implementiert.
2018 haben an den UTMB-Bewerben Läufer aus 101 Nationen teilgenommen. Die traditionellen Berglaufländer Frankreich, Italien und Spanien waren wie in den vorangegangenen Jahren am stärksten vertreten. Erstmals wurden für die Sieger der vier Wettbewerbe Preisgelder ausgelobt.
Im Jahr 2020 fand der UTMB aufgrund der COVID-19-Pandemie nicht statt.
2021 verstarb erstmals ein Läufer während der 19-jährigen Geschichte der Veranstaltung bei der Querung des Passeur de Pralognan beim TDS. Aufgrund der nächtlichen Bergungsaktion am Unglücksort wurde für die ca. 1200 nachkommenden Rennteilnehmer der Wettbewerb ausgesetzt. 293 Läufer, die die Stelle bereits passiert hatten, beendeten das Rennen regelkonform. Im Jahr 2022 verunglückte ein brasilianischer Läufer beim PTL in der ersten Nacht nach ca. 36 km der Laufstrecke zwischen dem Col de Tricot und dem Refuge de Plan Glacier des insgesamt 290 km umfassenden und am 22. August gestarteten Kurses.
Zu den bisher erfolgreichsten Läufern über die längste Distanz zählen mit fünf Siegen Elizabeth Hawker, François D’Haene und Kílian Jornet Burgada mit vier Gewinnen. Xavier Thévenard verzeichnet drei Siege. Jornet Burgada gewann den UTMB 2008 mit 20 Jahren als jüngster Teilnehmer des Läuferfeldes, 2022 unterbot er den Streckenrekord und lief erstmals unter 20 Stunden. Zwei Tage vor dem Rennen wurde er positiv auf Covid getestet, blieb aber symptomlos. Rory Bosio lief 2013 als erste Frau unter die 10 schnellsten Teilnehmer und erreichte in der Gesamtwertung den 7. Platz. Courtney Dauwalter wurde im Jahr 2021 ebenfalls siebte der Gesamtwertung des UTMB und unterbot den von Bosio gehaltenen Streckenrekord der Frauen.
Die Deutsche Anke Drescher nahm an allen zwischen 2003 und 2021 stattfindenden UTMB-Bewerben erfolgreich teil, der Franzose Didier Delmontez an den 17 Läufen bis zum Jahr 2019.

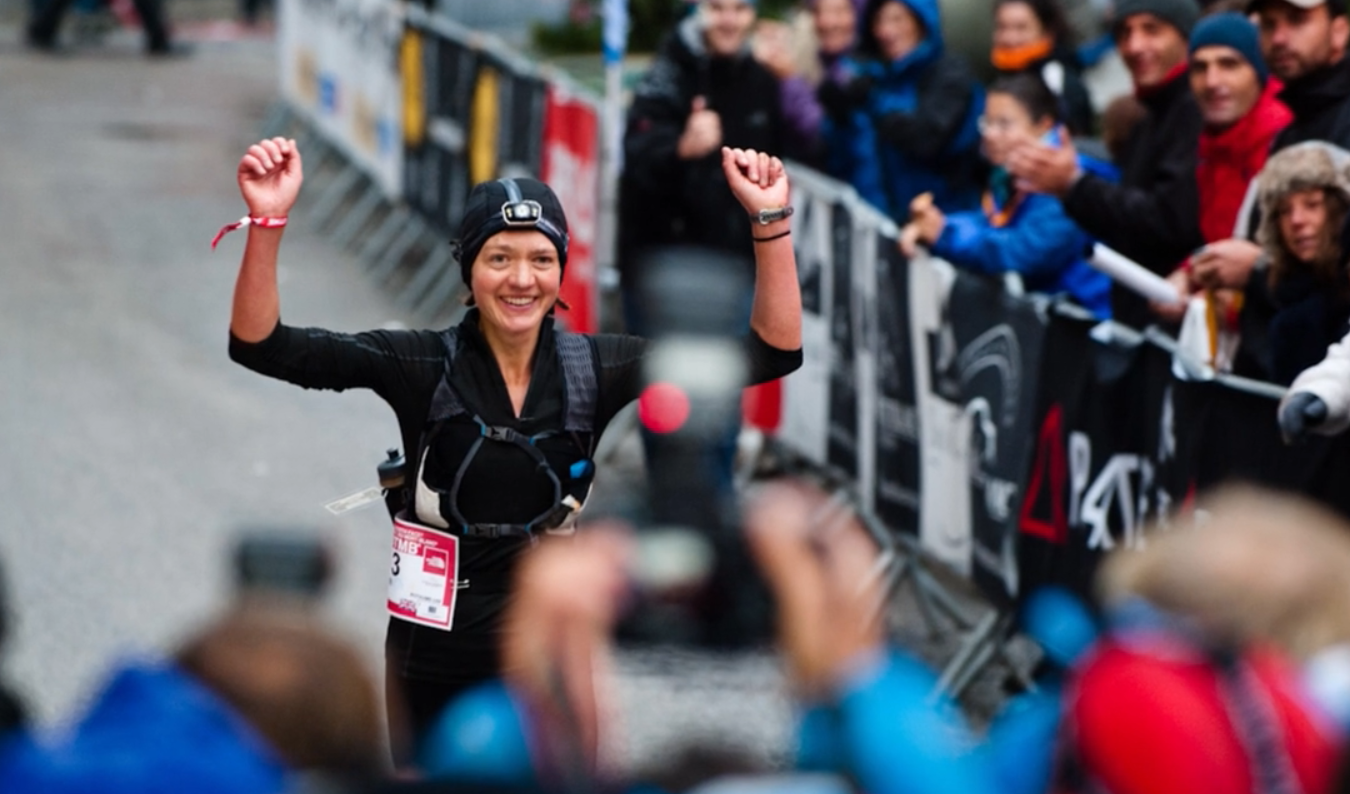
Elizabeth Hawker 2012
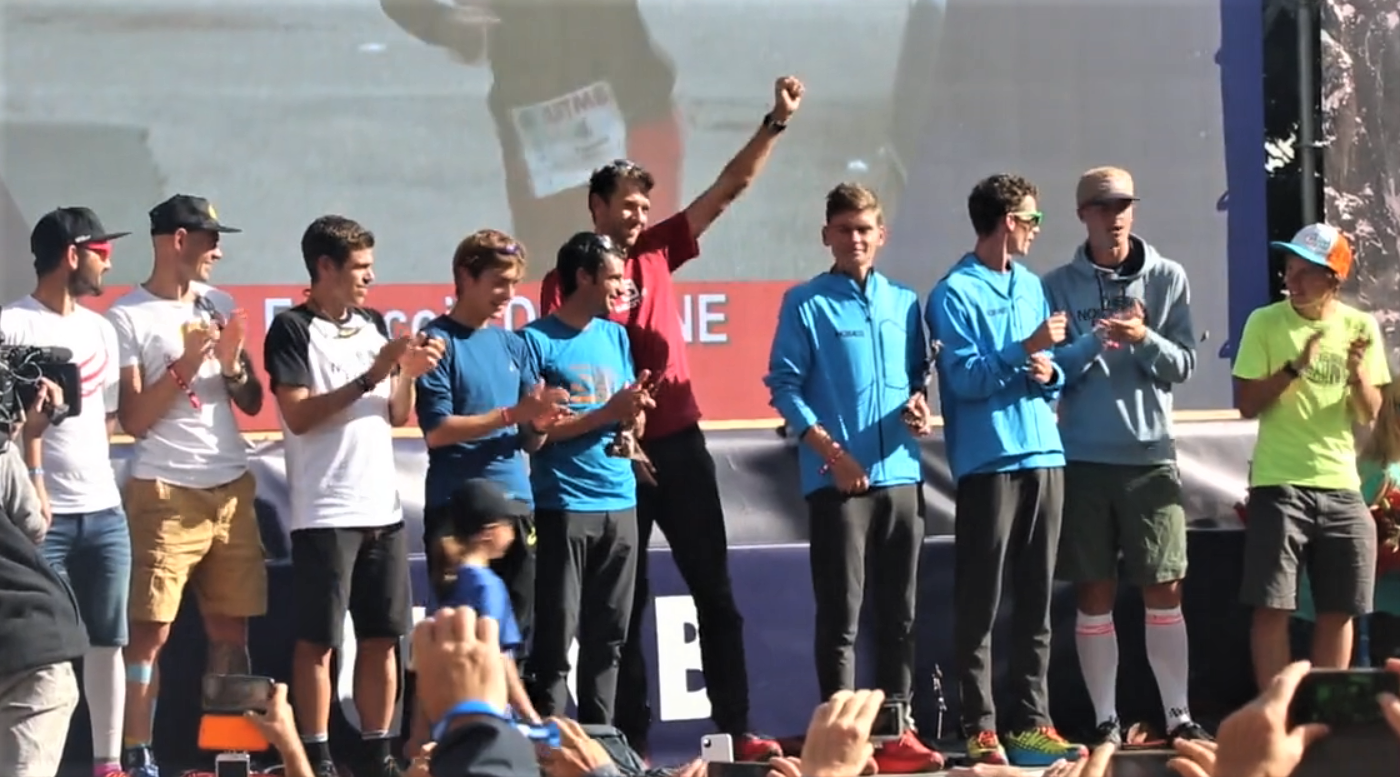
D’Haene, Jornet Burgada, Thévenard i. d. Mitte 2017
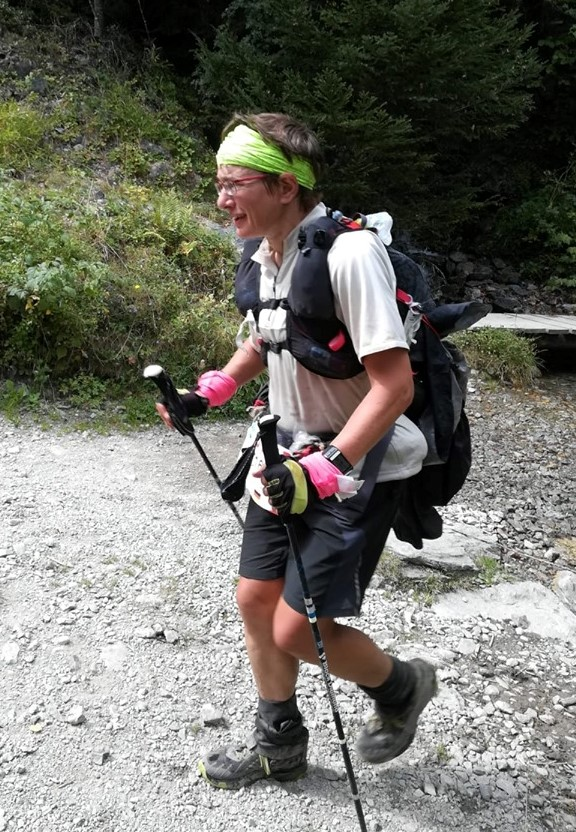
Anke Drescher 2019

## Statistik

### Siegerlisten

#### UTMB
| Datum         | Männer                    | Nation                 | Zeit     | Frauen                 | Nation                 | Zeit     | Streckenlänge        |
| ------------- | ------------------------- | ---------------------- | -------- | ---------------------- | ---------------------- | -------- | -------------------- |
| 30. Aug. 2024 | Vincent Bouillard         | Frankreich             | 19:54:23 | Katie Schide -2-       | Vereinigte Staaten     | 22:09:31 | 176 km / 9.900 Hm    |
| 1. Sep. 2023  | Jim Walmsley              | Vereinigte Staaten     | 19:37:43 | Courtney Dauwalter -3- | Vereinigte Staaten     | 23:29:14 | 170 km / 10.000 Hm   |
| 27. Aug. 2022 | Kílian Jornet Burgada -4- | Spanien                | 19:49:30 | Katie Schide           | Vereinigte Staaten     | 23:15:12 | 170 km / 10.000 Hm   |
| 28. Aug. 2021 | François D’Haene -4-      | Frankreich             | 20:45:59 | Courtney Dauwalter -2- | Vereinigte Staaten     | 22:30:54 | 170 km / 10.000 Hm   |
| 2020          | –                         | –                      | –        | –                      | abgesagt               |          |                      |
| 30. Aug. 2019 | Pau Capell                | Spanien                | 20:19:07 | Courtney Dauwalter     | Vereinigte Staaten     | 24:34:26 | 171,6 km / 10.061 Hm |
| 1. Sep. 2018  | Xavier Thévenard -3-      | Frankreich             | 20:44:16 | Francesca Canepa       | Italien                | 26:03:48 | 171 km               |
| 2. Sep. 2017  | François D’Haene -3-      | Frankreich             | 19:01:32 | Núria Picas            | Spanien                | 25:46:43 | 167,7 km             |
| 29. Aug. 2016 | Ludovic Pommeret          | Frankreich             | 22:00:02 | Caroline Chaverot      | Frankreich             | 25:15:40 | 170 km               |
| 29. Aug. 2015 | Xavier Thévenard -2-      | Frankreich             | 21:09:15 | Nathalie Mauclair      | Frankreich             | 25:15:33 | 170 km               |
| 30. Aug. 2014 | François D’Haene -2-      | Frankreich             | 20:11:44 | Rory Bosio -2-         | Vereinigte Staaten     | 23:23:20 | 168 km               |
| 26. Aug. 2013 | Xavier Thévenard          | Frankreich             | 20:34:57 | Rory Bosio             | Vereinigte Staaten     | 22:37:26 | 168 km               |
| 31. Aug. 2012 | François D’Haene          | Frankreich             | 10:32:36 | Elizabeth Hawker -5-   | Vereinigtes Königreich | 12:32:13 | 103,4 km             |
| 26. Aug. 2011 | Kílian Jornet Burgada -3- | Spanien                | 20:36:43 | Elizabeth Hawker -4-   | Vereinigtes Königreich | 25:02:00 | 166 km               |
| 28. Aug. 2010 | Jeremy Bragg              | Vereinigtes Königreich | 10:30:37 | Elizabeth Hawker -3-   | Vereinigtes Königreich | 11:47:30 | 89 km                |
| 29. Aug. 2009 | Kílian Jornet Burgada -2- | Spanien                | 21:33:18 | Kristin Moehl -2-      | Vereinigte Staaten     | 24:56:01 | 166 km               |
| 30. Aug. 2008 | Kílian Jornet Burgada     | Spanien                | 20:56:59 | Elizabeth Hawker -2-   | Vereinigtes Königreich | 25:19:41 | 165 km               |
| 25. Aug. 2007 | Marco Olmo -2-            | Italien                | 21:31:58 | Nikki Kimball          | Vereinigte Staaten     | 25:23:45 | 163 km               |
| 26. Aug. 2006 | Marco Olmo                | Italien                | 21:06:06 | Karine Herry           | Frankreich             | 25:22:20 | 155 km               |
| 27. Aug. 2005 | Christophe Jacquerod      | Schweiz                | 21:11:07 | Elizabeth Hawker       | Vereinigtes Königreich | 26:53:51 | 155 km               |
| 28. Aug. 2004 | Vincent Delebarre         | Frankreich             | 21:06:18 | Colette Borcard        | Schweiz                | 26:08:54 | 155 km               |
| 31. Aug. 2003 | Dachhiri Dawa Sherpa      | Nepal                  | 20:05:59 | Kristin Moehl          | Vereinigte Staaten     | 29:38:24 | 150 km               |

#### CCC
| Jahr | Männer                | Nation                 | Zeit     | Frauen              | Nation                 | Zeit     | Streckenlänge    |
| ---- | --------------------- | ---------------------- | -------- | ------------------- | ---------------------- | -------- | ---------------- |
| 2024 | Hayden Hawks -2-      | Vereinigte Staaten     | 10:20:11 | Toni McCann         | Südafrika              | 11:57:59 | 101 km / 6100 Hm |
| 2023 | Jonathan Albon        | Vereinigtes Königreich | 10:14:25 | Yngvild Kaspersen   | Norwegen               | 11:51:22 | 101 km / 6100 Hm |
| 2022 | Petter Engdahl        | Schweden               | 9:53:02  | Blandine L’Hirondel | Frankreich             | 11:40:55 | 101 km / 6100 Hm |
| 2021 | Thibaut Garrivier     | Frankreich             | 10:23:26 | Marta Molist Codina | Spanien                | 12:50:48 | 101 km / 6100 Hm |
| 2020 | –                     | –                      | –        | –                   | –                      | –        | abgesagt         |
| 2019 | Luis Alberto Hernando | Spanien                | 10:28:49 | Ragna Debats        | Niederlande            | 12:10:33 | 101 km / 6100 Hm |
| 2018 | Thomas Evans          | Vereinigtes Königreich | 10:44:32 | Miao Yao            | Volksrepublik China    | 11:57:46 | 101 km           |
| 2017 | Hayden Hawks          | Vereinigte Staaten     | 10:24:30 | Clare Gallagher     | Vereinigte Staaten     | 12:13:57 | 101 km           |
| 2016 | Michel Gallagher      | Frankreich             | 12:10:04 | Mimmi Kotka         | Schweden               | 13:42:46 | 101 km           |
| 2015 | Zach Miller           | Vereinigte Staaten     | 11:53:32 | Ruth Croft          | Neuseeland             | 12:54:53 | 101 km           |
| 2014 | Pau Bartolo           | Spanien                | 11:21:16 | Anne Lise Rousett   | Frankreich             | 14:28:48 | 101 km           |
| 2013 | Jordi Bes             | Spanien                | 11:23:01 | Caroline Chaverot   | Frankreich             | 14:12:00 | 101 km           |
| 2012 | Tofol Castaner Bernat | Frankreich             | 08:57:04 | Ellie Greenwood     | Vereinigtes Königreich | 11:17:24 | 86 km            |
| 2011 | Emmanuel Gault        | Frankreich             | 10:10:25 | Virginie Govignon   | Frankreich             | 12:47:11 | 98 km            |
| 2010 | Xavier Thévenard      | Frankreich             | 11:57:13 | Maud Giraud         | Frankreich             | 14:07:38 | 98 km            |
| 2009 | Jean-Yves Rey         | Schweiz                | 11:40:47 | Chantal Begue       | Frankreich             | 16:51:00 | 98 km            |
| 2008 | Guillaume Le Normand  | Frankreich             | 12:26:04 | Lucy Colquhoun      | Vereinigtes Königreich | 14:33:37 | 98 km            |
| 2007 | Julien Chorier        | Frankreich             | 10:19:46 | Andréa Zimmermann   | Schweiz                | 12:28:05 | 86,5 km          |
| 2006 | Alun Powell           | Vereinigtes Königreich | 10:53:17 | Corinne Favre       | Frankreich             | 10:35:55 | 86 km            |

#### TDS
| Jahr | Männer                 | Nation     | Zeit     | Frauen              | Nation      | Zeit     | Streckenlänge      |
| ---- | ---------------------- | ---------- | -------- | ------------------- | ----------- | -------- | ------------------ |
| 2024 | Thibault Marquet       | Frankreich | 18:59:36 | Marie Dohin         | Frankreich  | 24:06:01 | 148 km / 9300 Hm   |
| 2023 | Christian Meier        | Kanada     | 19:36:35 | Maryline Nakache    | Frankreich  | 23:37:57 | 153,6 km / 9100 Hm |
| 2022 | Ludovic Pommeret       | Frankreich | 18:37:04 | Martina Valmassoi   | Italien     | 22:42:47 | 145 km / 9316 Hm   |
| 2021 | Erik-Sebastian Krogvig | Norwegen   | 18:49:58 | Manon Bohard        | Frankreich  | 23:11:14 | 145 km / 9100 Hm   |
| 2020 | –                      | –          | –        | –                   | –           | –        | abgesagt           |
| 2019 | Pablo Villa González   | Spanien    | 18:03:06 | Audrey Tanguy -2-   | Frankreich  | 21:36:15 | 145 km / 9100 Hm   |
| 2018 | Marcin Świerc          | Polen      | 13:24:00 | Audrey Tanguy       | Frankreich  | 16:05:22 | 119 km             |
| 2017 | Michel Lanne           | Frankreich | 14:33:09 | Mimmi Kotka         | Schweden    | 15:47:07 | 119 km             |
| 2016 | Pau Capell             | Spanien    | 14:45:44 | Delphine Avenier    | Frankreich  | 18:46:24 | 119 km             |
| 2015 | Pau Bartolo            | Spanien    | 14:26:40 | Andrea Huser        | Schweiz     | 16:35:29 | 119 km             |
| 2014 | Xavier Thévenard       | Frankreich | 14:10:37 | Teresa Nimes Perez  | Spanien     | 18:41:12 | 119 km             |
| 2013 | Arnaud Julia Bonmati   | Spanien    | 15:09:59 | Nathalie Mauclair   | Frankreich  | 17:36:41 | 119 km             |
| 2012 | Dawa Sherpa            | Nepal      | 14:37:07 | Agnès Herve         | Frankreich  | 19:07:00 | 114 km             |
| 2011 | Franck Bussiere        | Frankreich | 15:51:37 | Jolanda Linschooten | Niederlande | 20:57:32 | 110 km             |
| 2010 | –                      | –          | –        | –                   | –           | –        | abgesagt           |
| 2009 | Patrick Bohard         | Frankreich | 14:01:48 | Fernanda Maciel     | Brasilien   | 17:17:43 | 105 km             |

### Entwicklung der Finisherzahlen
| Jahr | UTMB | davon Frauen | CCC  | davon Frauen | TDS | davon Frauen | sonstige Bewerbe | davon Frauen |
| ---- | ---- | ------------ | ---- | ------------ | --- | ------------ | ---------------- | ------------ |
| 2010 | 1127 | 113          | 0444 | 037          | --- | –            | –                | –            |
| 2009 | 1383 | 101          | 1266 | 146          | 480 | 58           | –                | –            |
| 2008 | 1269 | 081          | 1315 | 187          | –   | –            | –                | –            |
| 2007 | 1437 | 095          | 1329 | 203          | –   | –            | –                | –            |
| 2006 | 1152 | 071          | 0854 | 147          | –   | –            | –                | –            |
| 2005 | 0773 | 048          | –    | –            | –   | –            | –                | –            |
| 2004 | 0420 | 020          | –    | –            | –   | –            | –                | –            |
| 2003 | 067  | 07           | –    | –            | –   | –            | 152 317          | 09 30        |